# Smolniki (osada leśna w powiecie nakielskim)
Smolniki – osada leśna w Polsce położona w województwie kujawsko-pomorskim, w powiecie nakielskim, w gminie Szubin.
W latach 1975–1998 miejscowość położona była w województwie bydgoskim.